# Bælgfrugt
En bælgfrugt er en frugt af planter i ærteblomstfamilien Fabaceae (eller Leguminosae). Kendte bælgfrugter er ærter, bønner, linser, lupiner og jordnødder.
Bælgen er en en-rummet kapsel som dannes fra ét frugtblad, og åbner sig for at slippe frø ved at sprække op både i bugsømmen (den søm som frøene sidder på) og rygsømmen.
Bælgfrugternes historie er stærkt knyttet til menneskets historie. De blev først høstet af mennesker i Asien i stenalderen, og bredte sig til Amerika og Europa omkring år 6000 f.Kr., hvor de var af afgørende betydning i kosten, da det var ét af menneskets primære proteinkilder.